# Orlando Magic 2013-2014
La stagione 2013-14 degli Orlando Magic fu la 25ª nella NBA per la franchigia.
Gli Orlando Magic arrivarono quinti nella Southeast Division della Eastern Conference con un record di 23-59, non qualificandosi per i play-off.

## Roster
| N° | Naz.                   | Ruolo | Sportivo         | Anno | Alt. | Peso |
| -- | ---------------------- | ----- | ---------------- | ---- | ---- | ---- |
| 1  | Stati Uniti (bandiera) | G     | Doron Lamb       | 1991 | 193  | 95   |
| 2  | Stati Uniti (bandiera) | C     | Kyle O'Quinn     | 1990 | 208  | 109  |
| 3  | Stati Uniti (bandiera) | C     | Dewayne Dedmon   | 1989 | 213  | 116  |
| 4  | Stati Uniti (bandiera) | A     | Arron Afflalo    | 1985 | 196  | 98   |
| 5  | Stati Uniti (bandiera) | G     | Victor Oladipo   | 1992 | 196  | 97   |
| 8  | Stati Uniti (bandiera) | A     | Adonis Thomas    | 1993 | 201  | 91   |
| 9  | Montenegro (bandiera)  | C     | Nikola Vučević   | 1990 | 208  | 109  |
| 10 | Stati Uniti (bandiera) | G     | Ronnie Price     | 1983 | 188  | 86   |
| 11 | Stati Uniti (bandiera) | A     | Glen Davis       | 1986 | 206  | 131  |
| 12 | Stati Uniti (bandiera) | A     | Tobias Harris    | 1992 | 203  | 102  |
| 14 | Stati Uniti (bandiera) | G     | Jameer Nelson    | 1982 | 183  | 86   |
| 21 | Stati Uniti (bandiera) | A     | Moe Harkless     | 1993 | 203  | 94   |
| 22 | Stati Uniti (bandiera) | A     | Solomon Jones    | 1984 | 208  | 104  |
| 44 | Canada (bandiera)      | A     | Andrew Nicholson | 1989 | 206  | 116  |
| 54 | Stati Uniti (bandiera) | A     | Jason Maxiell    | 1983 | 201  | 118  |
| 55 | Stati Uniti (bandiera) | G     | E'Twaun Moore    | 1989 | 193  | 86   |

## Staff tecnico
- Allenatore: Jacque Vaughn
- Vice-allenatori: James Borrego, Wes Unseld jr., Brett Gunning
- Vice-allenatori per lo sviluppo dei giocatori: Laron Profit, Luke Stuckey
- Preparatore atletico: Keon Weise